# Kirkkotaipale kanal
Kirkkotaipale kanal (finska: Kirkkotaipaleen kanava) är en kanal i Finland., som ligger i Kristina före detta kommun, som hör nuförtiden till S:t Michel.  Den ligger i landskapet Södra Savolax, i den södra delen av landet, 200 km nordost om huvudstaden Helsingfors.